# Борго Саботино-Фоче Верде (Латина)
Борго Саботино-Фоче Верде је насеље у Италији у округу Латина, региону Лацио.
Према процени из 2011. у насељу је живело 2045 становника. Насеље се налази на надморској висини од 3 м.